# Stockdale (Ohio)
Stockdale é um lugar designado pelo censo localizado no condado de Pike no estado estadounidense de Ohio. No Censo de 2010 tinha uma população de 135 habitantes e uma densidade populacional de 97,61 pessoas por km².

## Geografia
Stockdale encontra-se localizado nas coordenadas 38° 57′ 28″ N, 82° 51′ 27″ O. Segundo o Departamento do Censo dos Estados Unidos, Stockdale tem uma superfície total de 1.38 km², da qual 1.38 km² correspondem a terra firme e (0%) 0 km² é água.

## Demografia
Segundo o censo de 2010, tinha 135 pessoas residindo em Stockdale. A densidade populacional era de 97,61 hab./km². Dos 135 habitantes, Stockdale estava composto pelo 99.26% brancos, 0% eram afroamericanos, 0.74% eram amerindios, 0% eram asiáticos, 0% eram insulares do Pacífico, 0% eram de outras raças e 0% pertenciam a duas ou mais raças. Do total da população 0% eram hispanos ou latinos de qualquer raça.